# Guiscardo Améndola
Guiscardo Améndola (Montevidéu, 27 de maio de 1906 — 1972) foi um pintor uruguaio.